# Andrée Watters
Andrée Watters, de son vrai nom Andrée Watters-Michaud, est une chanteuse québécoise née le 25 janvier 1983 à Charlesbourg.

## Biographie
En 1998, Andrée prend part, à l'âge de 15 ans, à la comédie musicale Noël à Québec. Elle participe quelques mois plus tard au concours Jeunes Talents d’Expo Québec et rafle la première place tout en se classant troisième lors de la finale canadienne organisée par l'Association canadienne des foires et expositions.

### Les débuts:AW(2001-2004)
En 2000, à 17 ans, Andrée déménage à Montréal pour étudier en sciences humaines au Cégep de Saint-Laurent et au Cégep du Vieux Montréal. Elle continue à chanter, en studio, à la télévision et pour des publicités. Elle signe son premier contrat de disque en 2001 avec la société BMG devenue plus tard Sony BMG. En mai 2003, elle lance son premier album intitulé AW (d'après ses initiales) et part en tournée à travers le Québec. Deux chansons de l'album, « Dépendre de toi » et « Si exceptionnel », connaissent du succès au palmarès québécois.Nicolas Maranda, Fred St-Gelais et Phil Greiss assurent la production de ce premier album.
Au gala de l'ADISQ de 2004, elle est en nomination dans cinq catégories et remporte celle de l'album rock de l'année.

### À traversetDracula(2005-2007)
En 2005, elle produit son deuxième album, À travers, après quoi elle repart en tournée au Québec. Lors du gala de l'ADISQ de 2006, elle remporte le Félix dans la seule catégorie où elle est en nomination, soit encore une fois celle de l'album rock de l'année.
En 2006, elle tient le rôle d'Elemina « Mina » Murray dans la comédie musicale Dracula, entre l'amour et la mort, avec Bruno Pelletier.
En 2007, elle joue son propre rôle dans le film À vos marques... party! de Frédéric D'Amours.

### MinuitetTout de moi(2008-2011)
Son troisième album, Minuit, sort en avril 2008. Il a été produit par Sylvain Cossette, qui a composé toute la musique sur des textes d'Andrée. Elle est en couple avec ce chanteur.
Le 5 avril 2011, afin de souligner ses 10 ans de carrière, Andrée fait paraître un album compilation de ses meilleurs succès, Tout de moi, rassemblant des titres de ses trois albums précédents en plus de la chanson « Qui je suis » tirée de la bande sonore d'À vos marques... party!, ainsi qu'une composition inédite intitulée « Émerveille-moi ».

### Le tournant country rock (2011-2012)
Elle profite du lancement de cette rétrospective qu'est Tout de moi pour annoncer qu'elle effectuera une incursion dans le country avec son prochain album, qui aura des sonorités country rock et devrait paraître en septembre. Fruit de la collaboration avec Matt Laurent et Sylvain Cossette, son album Country-Rock voit le jour le 6 septembre 2011.
Andrée consacre une bonne part de l'année 2012 à se produire en spectacle partout au Québec.
En mai, elle signe un contrat avec Universal Music Canada (UMC) pour la production d'albums en anglais, dans le but de percer les marchés canadiens. Son premier album anglais, Country-Rock Cover, sort officiellement le 30 juin mais se vent uniquement lors de ses spectacles ; sa vente en magasin débute le 11 septembre. Lancé sous l'étiquette S7 Productions, Country-Rock Cover reprend des chansons country ainsi que d'autres pièces pop et rock interprétées dans le genre country rock.
L'entente avec UMC prévoit également la production d'un autre disque anglais country rock, composé cette fois-ci de chansons originales et dont la sortie est prévue pour 2013.

### Activités parallèles
Andrée Watters a été impliquée dans un certain nombre d’activités charitables, comme l'Opération Enfant Soleil, Garde-Manger Pour Tous et la campagne pour la prévention de la drogue du viol.
Elle écrit et compose également pour d'autres artistes. En 2005, la chanson « Dépendance », écrite par Andrée, est enregistrée par Marie-Chantal Toupin pour son quatrième album, Non négociable. Dans la même année, Véronic DiCaire sort un nouvel album intitulé Sans détour qui contient une chanson écrite par Andrée. En 2007, elle compose la chanson « Je pars sans toi » pour Marilou qui paraîtra sur l'album  Marilou. En 2009, elle traduit en français la chanson « One Less Lonely Girl » de Justin Bieber de l'album My World, et traduit aussi la chanson « Shiver » de l'album Fresh pour Shawn Desman.
En 2008, elle produit des spectacles tels que Girls Wanna Have Fun qui met également en vedette  Eva Avila, Élizabeth Blouin-Brathwaite, anciennement  Gabrielle Destroismaisons et elle-même
En 2014, elle produit la tournée ALL STAR mettant en vedette notamment William Deslauriers, Brigitte Boisjoli, Patrick Bourgeois, Sylvain Cossette, Marc Déry, Nadja, Jérôme Couture, Bryan Audet et plusieurs autres.
Elle développe aussi des productions spécialisées pour enfants comme Ari Cui Cui qui obtient la nomination de l'album de l'année pour enfants au gala de l'Adisq en 2014 et Lily et le Lutin, un spectacle et un album pour enfants qui met en vedette Elisabeth Cossette, la fille du chanteur Sylvain Cossette, aussi belle-fille d'Andrée Watters.

## Discographie

### Singles
| Titre             | Album                                     | Clip |
| ----------------- | ----------------------------------------- | ---- |
| Dépendre de toi   | AW                                        | Oui  |
| Si exceptionnel   | AW                                        | Oui  |
| Ne reste pas      | AW                                        | Oui  |
| Enfer             | AW                                        | Oui  |
| Laisse la pluie   | À travers                                 | Oui  |
| Ce que je perds   | À travers                                 | Oui  |
| Qui je suis       | À vos marques... party! (Bande originale) | Oui  |
| Minuit            | Minuit                                    | Oui  |
| Tout de moi       | Minuit                                    | Oui  |
| À distance        | Minuit                                    | Oui  |
| Le tour du monde  | Minuit                                    | Non  |
| Émerveille-moi    | Country Rock                              | Non  |
| Ma liberté        | Country Rock                              | Oui  |
| One Day           | Country Rock                              | Oui  |
| Une photo de toi  | Country Rock                              | Non  |
| Tu peux m'oublier | Country Rock                              | Oui  |

## Filmographie
- 2004 : Il était une fois dans le trouble, série télévisée de Jean-François Bélanger. Elle joue son propre rôle dans l'épisode « On connait la chanson » de la sixième saison.
- 2007 : À vos marques... party!, film de Frédéric D'Amours. Elle y joue son propre rôle et interprète « Qui je suis ».
- 2011 : L'Horrorarium, comédie de situation télévisée. Elle fait une brève apparition dans le rôle de la mère de Valentina dans l'épisode « Saint-Valentin ».

## Récompenses
- 2004 : Félix de l'album rock de l'année (AW)
- 2006 : Félix de l'album rock de l'année (À travers)